# Cuarteto de cuerda n.º 17 (Mozart)

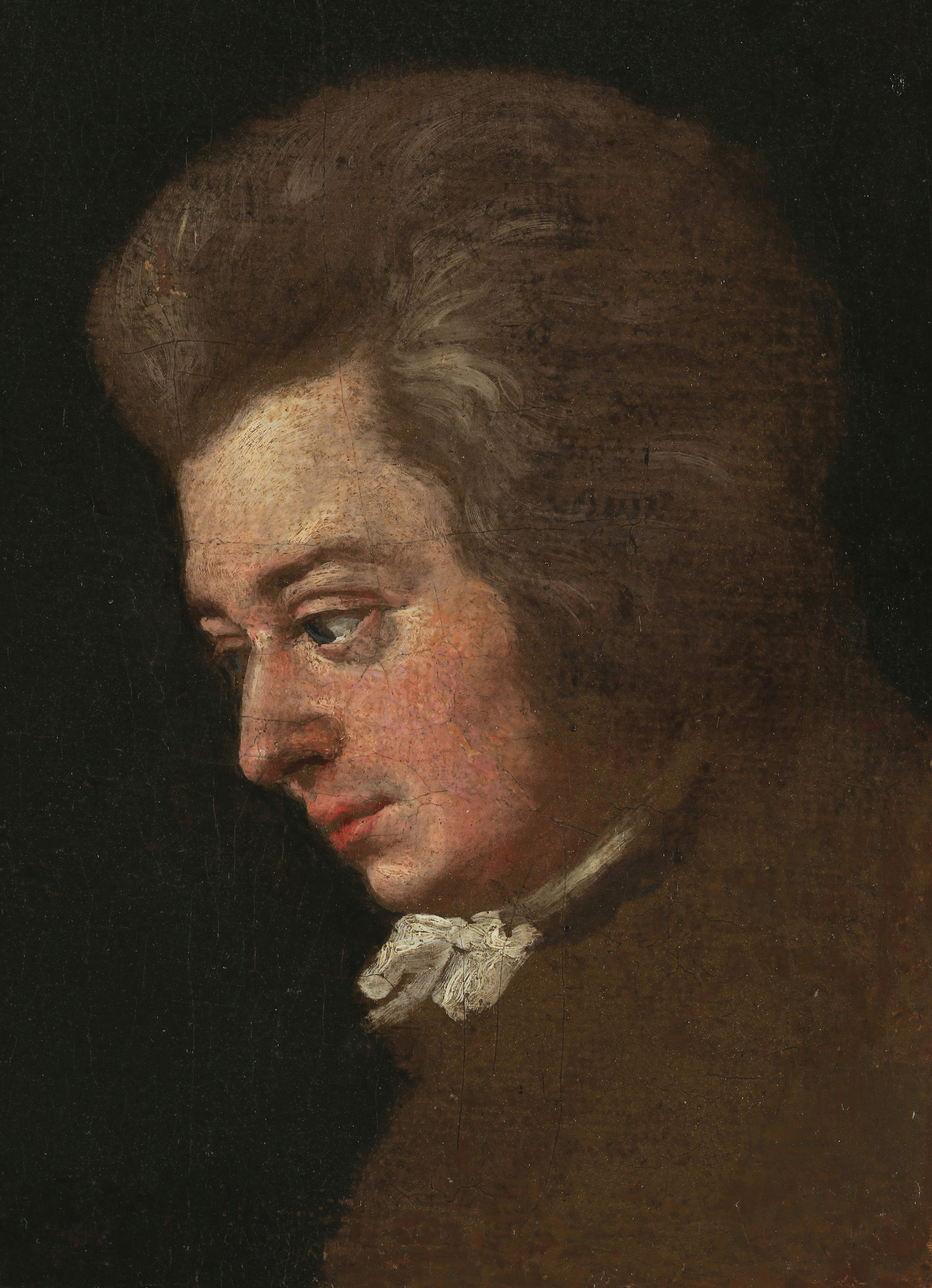
Retrato inacabado de Mozart por Joseph Lange, 1782.

El Cuarteto de cuerda n.º 17 en si bemol mayor, K. 458, también conocido como Cuarteto de la caza, es el cuarto de los Cuartetos dedicados a Haydn. Fue completado en 1784.

## Estructura
Consta de cuatro movimientos:
1. Allegro vivace assai.
2. Menuetto y Trio. Moderato.
3. Adagio, en mi bemol mayor.
4. Allegro assai.

## Origen del sobrenombre
Ni Mozart ni la editorial Artaria dieron a esta obra el sobrenombre de "la caza". John Irving afirma que el sobrenombre procede del carácter y los rasgos de la pieza, observando lo siguiente:

Para los contemporáneos de Mozart, el primer movimiento del K.458 evocaba evidentemente el tópico de la chasse, cuyos principales componentes eran el compás de 6/8 (en ocasiones caracterizado por un tiempo débil acentuado) y melodías triádicas fundamentadas en los acordes de tónica y dominante (sin duda conteniendo desde las limitaciones físicas propias de las trompas de caza actuales hasta notas de las series armónicas).

## Carácter y popularidad
El musicólogo Reginald Barrett-Ayres coincide «con Hans Keller cuando afirma que el KV 458 en si♭ mayor, la caza, es el más débil de los seis cuartetos dedicados a Haydn. Es con mucho el más popular de los seis cuartetos, y en muchos aspectos, es el que se sitúa más cerca de los cuartetos tempranos de Haydn». Su popularidad se refleja en el hecho de haber sido empleado en varias películas, como Las aventuras de Huckleberry Finn, Mystery Date y Star Trek IX: insurrección.